# Jungle Rock
"Jungle Rock" is een nummer van de Amerikaanse zanger en gitarist Hank Mizell. Het verscheen op 24 augustus 1958 als single, maar werd geen succes. Bij een heruitgave in 1976 werd het wel een hit in diverse Europese landen.

## Achtergrond
"Jungle Rock" is geschreven door Hank Mizell, zijn gitarist Jim Bobo en zijn drummer Bill Collins. Ralph Simonton, de eigenaar van de bar Napoleon Lounge in Chicago waar Mizell regelmatig optrad, staat ook vermeld als schrijver. Het is geproduceerd door Gene Parsons, eigenaar van de platenmaatschappij Eko Records. Oorspronkelijk stond Bobo per abuis op de plaat als uitvoend artiest van het nummer.
"Jungle Rock" werd in eerste instantie geen succes. Enkele maanden na de uitgave was de distributiemanager van platenmaatschappij King Records aanwezig in de Napoleon Lounge, waar hij het lied op de jukebox hoorde. Hij herkende er een hit in en besloot de rechten over te kopen van Parsons. Simonton hielp met de overeenkomst en werd als dank genoemd als mede-auteur van het nummer. Ook deze keer werd het echter geen hit, waarna Mizell uit de muziekindustrie vertrok en predikant werd.
In 1971 dook "Jungle Rock" ineens op het Nederlandse verzamelalbum Rock 'n' Roll, Vol. 1 op. Cees Klop, die het album samenstelde, hoorde een vroege persing van de single zoals deze door Eko was uitgebracht tijdens een reis naar de Verenigde Staten. Hierdoor staat Bobo ook op dit album genoemd als uitvoerend artiest. In 1976 kreeg de Britse dj Roy Williams deze plaat in handen. Hij hoorde "Jungle Rock" en besloot om het in een aantal clubs te draaien. De populariteit van het lied steeg hierdoor en er kwamen diverse bootlegs op de markt. Charly Records, een Britse platenmaatschappij die zich specialiseerde in heruitgaves, greep zijn kans en kocht de originele opname om het in diverse landen als single uit te kunnen brengen, ditmaal wel met Mizell als uitvoerend artiest.
"Jungle Rock" werd een grote hit in Europa. In de Britse UK Singles Chart kwam het tot de derde plaats, terwijl het in Nederland een nummer 1-hit in de Top 40 en een nummer 2-hit in de Nationale Hitparade werd. Ook in een voorloper van de Vlaamse Ultratop 50 bereikte het de tweede positie. Verder kwam het tot plaats 9 in Zweden.
Mizell werd pas laat op de hoogte gebracht over de hernieuwde aandacht voor "Jungle Rock". Het Britse televisieprogramma Top of the Pops was naar hem op zoek om het lied te promoten met een optreden, maar aangezien ze hem niet op tijd voor de show hadden gevonden, werd er een dansroutine opgevoerd. Enkele weken later kreeg hij alsnog het nieuws en vloog hij snel naar Europa om de single te promoten. Zo trad hij op in het Nederlandse televisieprogramma Toppop. Later werd het ook gecoverd door onder meer Shakin' Stevens.

## Hitnoteringen

### Nederlandse Top 40
| Hitnotering: 29-05-1976 t/m 24-07-1976 | Hitnotering: 29-05-1976 t/m 24-07-1976 | Hitnotering: 29-05-1976 t/m 24-07-1976 | Hitnotering: 29-05-1976 t/m 24-07-1976 | Hitnotering: 29-05-1976 t/m 24-07-1976 | Hitnotering: 29-05-1976 t/m 24-07-1976 | Hitnotering: 29-05-1976 t/m 24-07-1976 | Hitnotering: 29-05-1976 t/m 24-07-1976 | Hitnotering: 29-05-1976 t/m 24-07-1976 | Hitnotering: 29-05-1976 t/m 24-07-1976 | Hitnotering: 29-05-1976 t/m 24-07-1976 |
| Week                                   | 1                                      | 2                                      | 3                                      | 4                                      | 5                                      | 6                                      | 7                                      | 8                                      | 9                                      |                                        |
| -------------------------------------- | -------------------------------------- | -------------------------------------- | -------------------------------------- | -------------------------------------- | -------------------------------------- | -------------------------------------- | -------------------------------------- | -------------------------------------- | -------------------------------------- | -------------------------------------- |
| Nummer                                 | 22                                     | 10                                     | 4                                      | 2                                      | 1                                      | 2                                      | 12                                     | 25                                     | 37                                     | uit                                    |

### Nationale Hitparade
| Hitnotering: 29-05-1976 t/m 17-07-1976 | Hitnotering: 29-05-1976 t/m 17-07-1976 | Hitnotering: 29-05-1976 t/m 17-07-1976 | Hitnotering: 29-05-1976 t/m 17-07-1976 | Hitnotering: 29-05-1976 t/m 17-07-1976 | Hitnotering: 29-05-1976 t/m 17-07-1976 | Hitnotering: 29-05-1976 t/m 17-07-1976 | Hitnotering: 29-05-1976 t/m 17-07-1976 | Hitnotering: 29-05-1976 t/m 17-07-1976 | Hitnotering: 29-05-1976 t/m 17-07-1976 |
| Week                                   | 1                                      | 2                                      | 3                                      | 4                                      | 5                                      | 6                                      | 7                                      | 8                                      |                                        |
| -------------------------------------- | -------------------------------------- | -------------------------------------- | -------------------------------------- | -------------------------------------- | -------------------------------------- | -------------------------------------- | -------------------------------------- | -------------------------------------- | -------------------------------------- |
| Nummer                                 | 19                                     | 6                                      | 2                                      | 3                                      | 3                                      | 3                                      | 11                                     | 21                                     | uit                                    |